# Plooias
Een plooias (Engels: fold axis) is de lijn die alle punten in een geplooid vlak met elkaar verbindt, die in een aansnede loodrecht op het vlak dezelfde kromming hebben. Plooiassen worden gebruikt om de oriëntatie van de plooiing te beschrijven. De plooias van een plooi hoeft niet per se samen te vallen met de plooikop (Engels: fold hinge).
Plooiassen van een geplooide geologische laag kunnen worden bepaald door op verschillende punten op het geplooide vlak de oriëntatie (strekking en dip) van het vlak op te meten. Deze oriëntaties kunnen door stereografische projectie geplot worden in een Wulffnet, het snijpunt van de geprojecteerde vlakken is de plooias.